# Guineoeuops wallacei
Guineoeuops wallacei es una especie de coleóptero de la familia Attelabidae.

## Distribución geográfica
Habita en Nueva Guinea (Indonesia).